# 朱新禮
朱新禮（1952年5月—），生于山东省沂源县东里镇东里村，曾任中國匯源果汁集團有限公司董事长，他于1992年创立匯源果汁集团，取得巨大成功，至2008年匯源果汁集团已成为中国最大的果汁生产企業，其後因P2P事件欠債114亿被列入“失信被执行人”。

## 介绍
在1974年至1988年间，朱新礼分别在山東省沂源東裡工業集團、山東永新實業公司任總經理。1988年至1991年內，他開始通过進修來充實自己。1991年至1992年间，任沂源縣外經委副主任。
1992年，朱新礼辞去公职后接管了一家瀕臨倒閉的小罐頭廠。1993年，他開始改良果汁產品，創造更大商機。1996年，匯源果汁開始進行提高產品质量，并随后开始進行大規模宣傳工作，现已成為中國最大的果汁生產企业。
2007年2月23日，中國匯源果汁集團有限公司在香港交易所主板上市，首日漲幅達至66%。

2018年4月，汇源果汁违反香港交易所的上市规则，未签署任何协议也没有对外披露的情况下，汇源向朱新禮的公司北京汇源饮料集团私下贷款42.75亿元人民幣，导致股市停牌，
停牌期間，匯源果汁票據違約，可是朱新禮厚颜无耻地把理由歸咎新冠疫情，匯源果汁還被爆出向多家P2P公司貸款。
2020年2月,朱新礼辞去了汇源果汁董事会主席职务，其女儿朱圣琴也辞去了执行董事职务。停牌期间，匯源果汁票據違約，汇源果汁还被爆出向多家P2P公司贷款，甚至以果汁抵债的消息。但港交所根据相关规定，最终认定汇源果汁达不到复盘标准，还是取消了其上市公司地位。  
天眼查APP显示，近日，汇源果汁董事长朱新礼因金融借款合同纠纷成被执行人，执行标的超3.6亿，同为被执行人的还有北京汇源饮料食品集团有限公司、北京汇源农业股份有限公司、房孝玲，该案案号为（2021）京04执111号，法院为北京市第四中级人民法院，一审原告为中国进出口银行。
此外，中国执行信息公开网显示，朱新礼已被列入“失信被执行人”。

## 相關連結
- 朱新禮的2006和匯源的14年
- 朱新禮之屋 （页面存档备份，存于）
- “匯源果汁”朱新禮：做強民族工業飲料 （页面存档备份，存于）